# Guiera senegalensis
Guiera senegalensis är en tvåhjärtbladig växtart som beskrevs av Johann Friedrich Gmelin. Guiera senegalensis ingår i släktet Guiera och familjen Combretaceae. Inga underarter finns listade i Catalogue of Life.